# Burmeistera multipinnatisecta
Burmeistera multipinnatisecta là loài thực vật có hoa trong họ Hoa chuông. Loài này được Lozano & Galeano mô tả khoa học đầu tiên năm 1986.